# Гюлленлёве, Ульрик Фредерик
Граф Ульрик Фредерик Гюлленлёве (дат. Gyldenløve Ulrik Frederik; 4 июля 1638 — 17 апреля 1704) — датский государственный деятель, наместник Норвегии.

## Биография
Ульрик Фредерик родился в 1638 году от внебрачной связи будущего датского короля Фредерика III и Маргреты Папе. Получил фамилию, означающую в переводе «золотой лев». Его родным языком был немецкий.
Во время датско-шведской войны 1657—1658 годов отличился при обороне Копенгагена и в сражении при Нюборге.
С 1661 года — риксъегермейстер. В этом же году с разрешения короля уехал в Испанию, где дослужился до генеральского чина. Вернулся в Данию в 1663 году.
В 1664 году назначен наместником Норвегии, а в 1666 году ему было также передано командование норвежскими войсками.
В 1669 году Гюлленлёве был отправлен в Англию для восстановления отношений, ухудшившихся после нападения в 1665 году английского флота на голландские купеческие корабли, стоявшие в гавани Бергена.
В 1670 году его назначили членом Тайного государственного совета и президентом Коммерц-коллегии (занимал пост до 1680 года). 
Пользовался благосклонностью своего сводного брата Кристиана V и активно участвовал в придворных увеселениях.
В ноябре 1672 года ему были поручены сложные переговоры с герцогом Гольштейн-Готторпским и Гамбургом, которые, однако, не увенчались успехом, в связи с чем Гюлленлёве навлёк на себя недовольство короля.
В войне за Сконе, получившей в норвежской истории название «войны Гюлленлёве», командовал норвежскими войсками, действовавшими на территории Бохуслена. После заключения мира проживал в Копенгагене, однако оставался норвежским наместником вплоть до 1699 года. После смерти Кристиана V в 1699 году уехал в Гамбург, где и скончался 17 апреля 1704 года. Похоронен в Кафедральном соборе Копенгагена.

## Семья
Был трижды женат:
- в 1659—1661 годах на дочери риксмаршала Йоргена Урне Софии.
- в 1661—1670 годах на Марии Груббе, с которой развёлся, уличив в неверности.
- в 1677—1701 годах на графине Антуанете Августе аф Ольденбург.